# 79 Геркулеса
79 Геркулеса (лат. 79 Herculis, HD 160181) — тройная звезда в созвездии Геркулеса на расстоянии приблизительно 254 световых лет (около 77,9 парсек) от Солнца. Возраст звезды определён в среднем как около 581 млн лет.

## Характеристики
Первый компонент (WDS J17375+2419A) — белая звезда спектрального класса A0V, или A0, или A1V, или A2Vn. Видимая звёздная величина звезды — +5,756m. Масса — около 2,26 солнечных, радиус — около 2,47 солнечных, светимость — около 35,727 солнечных. Эффективная температура — около 8970 K.
Второй компонент — красный карлик спектрального класса M. Масса — около 404,79 юпитерианских (0,3864 солнечной). Удалён в среднем на 1,94 а.е..
Третий компонент (WDS J17375+2419B) — белая звезда спектрального класса A8V. Видимая звёздная величина звезды — +7,3m. Орбитальный период — около 10,42 или 20,92 года.